# Pat LaFontaine
Patrick Michael "Pat" LaFontaine, född 22 februari 1965 i St. Louis, Missouri, är en amerikansk före detta professionell ishockeyspelare. 

## Karriär
Pat LaFontaine debuterade i NHL med New York Islanders 1984, efter att ha spelat i Vinter-OS för USA. Han utmärkte sig omedelbart med att göra 19 poäng på 15 matcher. I slutspelet förlorade Islanders Stanley Cup-finalen mot Edmonton Oilers. LaFontaine gjorde Islanders två mål i den femte och sista matchen som slutade med förlust, 5-2. 
LaFontaine etablerade sig de följande säsongerna som en giftig målskytt och stjärna i ett Islanders på nedgång. Efter att ha uteblivit från ett träningsläger blev han dock 1991 bortbytt till Buffalo Sabres, mot bland andra en ung Pierre Turgeon. I Sabres fortsatte han att vara en av ligans bästa målskyttar, men skador gjorde att han missade många matcher. 
Efter 62 poäng på 67 matcher för New York Rangers säsongen 1997–98 slutade han som spelare. 
LaFontaine gjorde sex raka 40-målssäsonger, inkluderat två 50-målssäsonger, åren 1987–93. Han gjorde dessutom precis 40 mål säsongen 1995–1996. LaFontaines poängmässigt bästa säsong var 1992–1993, då han gjorde 53 mål och 95 assist för totalt 148 poäng på 84 matcher. Han vann aldrig Stanley Cup, men fick 1995 ta emot Bill Masterton Memorial Trophy för sportsmannaanda och hängivenhet till ishockeyn.

## Statistik

### Klubbkarriär
| 1981–82    | Detroit Compuware  | MNHL         | 79  | 175 | 149 | 324  | –   | –  | –  | –  | –  | –  |
| 1982–83    | Verdun Juniors     | QMJHL        | 70  | 104 | 130 | 234  | 10  | 15 | 11 | 24 | 35 | 4  |
|            |                    | Memorial Cup | –   | –   | –   | –    | –   | 4  | 3  | 2  | 5  | 2  |
| 1983–84    | USA                |              | 58  | 56  | 55  | 111  | 22  | —  | —  | —  | —  | —  |
| 1983–84    | New York Islanders | NHL          | 15  | 13  | 6   | 19   | 6   | 16 | 3  | 6  | 9  | 8  |
| 1984–85    | New York Islanders | NHL          | 67  | 19  | 35  | 54   | 32  | 9  | 1  | 2  | 3  | 4  |
| 1985–86    | New York Islanders | NHL          | 65  | 30  | 23  | 53   | 43  | 3  | 1  | 0  | 1  | 0  |
| 1986–87    | New York Islanders | NHL          | 80  | 38  | 32  | 70   | 70  | 14 | 5  | 7  | 12 | 10 |
| 1987–88    | New York Islanders | NHL          | 75  | 47  | 45  | 92   | 52  | 6  | 4  | 5  | 9  | 8  |
| 1988–89    | New York Islanders | NHL          | 79  | 45  | 43  | 88   | 26  | —  | —  | —  | —  | —  |
| 1989–90    | New York Islanders | NHL          | 74  | 54  | 51  | 105  | 38  | 2  | 0  | 1  | 1  | 0  |
| 1990–91    | New York Islanders | NHL          | 75  | 41  | 44  | 85   | 42  | —  | —  | —  | —  | —  |
| 1991–92    | Buffalo Sabres     | NHL          | 57  | 46  | 47  | 93   | 98  | 7  | 8  | 3  | 11 | 4  |
| 1992–93    | Buffalo Sabres     | NHL          | 84  | 53  | 95  | 148  | 63  | 7  | 2  | 10 | 12 | 0  |
| 1993–94    | Buffalo Sabres     | NHL          | 16  | 5   | 13  | 18   | 2   | —  | —  | —  | —  | —  |
| 1994–95    | Buffalo Sabres     | NHL          | 22  | 12  | 15  | 27   | 4   | 5  | 2  | 2  | 4  | 2  |
| 1995–96    | Buffalo Sabres     | NHL          | 76  | 40  | 51  | 91   | 36  | —  | —  | —  | —  | —  |
| 1996–97    | Buffalo Sabres     | NHL          | 13  | 2   | 6   | 8    | 4   | —  | —  | —  | —  | —  |
| 1997–98    | New York Rangers   | NHL          | 67  | 23  | 39  | 62   | 36  | —  | —  | —  | —  | —  |
| NHL totalt | NHL totalt         | NHL totalt   | 865 | 468 | 545 | 1013 | 552 | 69 | 26 | 36 | 62 | 36 |

### Internationellt
| År            | Lag           | Turnering     |    | Matcher | Mål | Assists | Poäng | Utv. |
| ------------- | ------------- | ------------- | -- | ------- | --- | ------- | ----- | ---- |
| 1984          | USA           | OS            | 6  | 5       | 3   | 8       | 0     |      |
| 1987          | USA           | CC            | 5  | 3       | 0   | 3       | 0     |      |
| 1989          | USA           | VM            | 10 | 5       | 3   | 8       | 8     |      |
| 1991          | USA           | CC            | 6  | 3       | 1   | 4       | 2     |      |
| 1996          | USA           | WC            | 5  | 2       | 2   | 4       | 2     |      |
| 1998          | USA           | OS            | 4  | 1       | 1   | 2       | 0     |      |
| Senior totalt | Senior totalt | Senior totalt | 36 | 19      | 10  | 29      | 12    |      |